# Jours de destruction Jours de révolte
Jours de destruction Jours de révolte (Days of Destruction Days of Revolt) est le titre d'un ouvrage mêlant les textes de Chris Hedges et les bandes dessinées de Joe Sacco. Les deux hommes sont allés à la rencontre des américains habitant les zones sinistrés par un système capitaliste les ayant exploités au maximum. En cinq chapitres ils nous décrivent la catastrophe sociale, écologique et économique due à la surexploitation des terres et des hommes.

## Résumé

### Chapitre 1: Le temps des spoliations
Le chapitre 1 nous présente la vie des Amérindiens à Pine Ridge, dans le Dakota du Sud. Dans cette réserve, qui est la huitième plus grande des États-Unis, 49 % des habitants vivent sous le seuil de pauvreté et l'alcoolisme en toucherait 80 %. Les témoignages nous décrivent la misère et la violence du quotidien, l'histoire faite de négation de droits et de violations de traités ainsi que la manière dont ils se réapproprient leur culture longtemps interdite.

### Chapitre 2: Jours de siège
Le chapitre 2 nous présente le déclin de la ville de Camden, dans le New Jersey. En banlieue de Philadelphie, la ville n'est plus qu'un champ de ruines régie par les gangs et le trafic de drogue depuis que les grands groupes industriels ont quitté la ville. Les habitants se rappellent la ville prospère des années 1950. Les politiciens corrompus ont participé à cette descente aux enfers en acceptant pots de vin et détournement d'argent.

### Chapitre 3: Le temps de la destruction
Le chapitre 3 nous présente les mines à ciel ouvert de Welch, en Virginie-Occidentale. Les habitants assistent impuissants à la destruction des montagnes et de l'écosystème, ainsi qu'à la pollution de l'air et des nappes phréatiques. Ils sont peu nombreux à se dresser contre les grands groupes car ces mines leur fournissent aussi du travail.

### Chapitre 4: Le temps de l'esclavage
Le chapitre 4 nous présente la vie des travailleurs agricoles d'Immokalee, en Floride. Ces ouvriers souvent immigrés sans papiers venus d'Amérique latine ou d'Haïti sont maltraités, parfois traités comme des esclaves, battus et enchainés. En usant de grève ou de boycott ils arrivent néanmoins à tenir tête à certains contremaîtres.

### Chapitre 5: Jours de révolte
Le chapitre 5 nous présente les Indignés d'Occupy Wall Street au Liberty Square, à New York. Ce soulèvement populaire est hétéroclite, les différents témoignages nous montrent leur organisation et leurs revendications.